# Craterul Middlesboro
Middlesboro este un crater de impact meteoritic în Kentucky, Statele Unite ale Americii. Acesta este numit după orașul Middlesborough care ocupă mare parte din crater.

## Date generale
Are 5 km în diametru și are vârsta estimată la mai puțin de 300 milioane ani (Permian sau mai devreme).